# Aguará Grande
Aguará Grande es una comuna del departamento San Cristóbal, en la provincia de Santa Fe, República Argentina. Se encuentra a 234 km de la ciudad capital de la provincia Santa Fe y a 55 km de la ciudad cabecera del Departamento San Cristóbal.

## Población
Cuenta con 462 habitantes (Indec, 2010), lo que representa un descenso frente a los 598 habitantes (Indec, 2001) del censo anterior.

## Creación de la Comuna
- 12 de septiembre de 1958

## Historia
Las tierras que pertenecieron al departamento Las Colonias y luego al departamento San Cristóbal, donde hoy se ubica el distrito de Aguará Grande, fueron parte de un lote de 643 leguas cuadradas cedidas por el gobierno de la provincia de Santa Fe, junto con otros 6 lotes de la misma extensión, a la firma Cristóbal de Murrieta y Cía. Banqueros de Londres, en pago de un empréstito contraído por aquella. Extensión que abarcaba gran parte de la zona conocida por “Chaco Chico”, comprendida entre los ríos Salado y Dulce. Limitaba al sur por Fuerte Morteros, Montes de los Monigotes, Fuerte de la Soledad y Monte Ñanducita. Dicha cesión se lleva a cabo en septiembre de 1881. 
En agosto de 1884 se constituye la Compañía denominada “Santa Fe Land Company Limited” Compañía de Tierras de Santa Fe Limitada), a quien Cristóbal de Murrieta y Cía. transfiere sus propiedades en la provincia. Esa empresa establece la Estancia principal y administración en lo que constituiría por propia decisión el asentamiento del pueblo de San Cristóbal y simultáneamente la venta de lotes de terrenos a los vecinos interesados en edificar en parcelas propias. 
El 31 de diciembre de 1913, se produce la venta de estas tierras a favor de la Sociedad Anónima The Forestal Land Timber and Railways Company Limited (Compañía de Tierras, Maderas y Ferrocarriles La Forestal Limitada). 
El 20 de octubre de 1924 la Sociedad Anónima de Lloid Americano Maritime, Industrial y Comercial en liquidación, pasan a constituirse dueños de la mayoría de estas tierras. Las mismas son adquiridas por Alberto Dodero y Cía. Comprendía a cuatro grandes Establecimientos Los Molles y Michelot de 55.000 ha. Las estancias “La Alicia” y “El Lucero”, ambas con una superficie de 70.000 ha, las compra La Bovril Limitada. 
El vasto imperio agropecuario de la compañía naviera de Alberto Dodero y Cía. (Dodero Hermanos) se derrumba, produciendo su quiebra y sus tierras pasan al Banco de la Nación Argentina. El Banco Nación no explotaba directamente estas tierras, las alquilaba, o eran ocupadas por familias que se radicaron en la zona. En ese entonces resuelve vender los establecimientos que posee; como primera medida ordena el desalojo de todos los colonos que había en los campos. 
En 1939 el Banco pone en venta, mediante remate público realizado en la localidad de San Cristóbal, los cuales fueron adquiridos por las personas que actualmente y en una gran mayoría siguen manteniendo sus propiedades. En el año 1935 comenzaría a gestarse en la zona los primeros intentos de organizar una zona poblada. 
En el año 1940 Manuel Cañedo vende a los Sres. Salomón Yedlin y Santiago Raspo, una fracción de terreno, con lo clavado y plantado. Está fracción era parte del Establecimiento “La Chiquita” situado en “Monte Aguará”, formada por una superficie de más o menos diez hectáreas, donde hoy es la zona urbana Es allí donde Santiago Raspo instala una cremería, la misma recibía la leche de productores de la zona, el maestro quesero se llamaba Erasmo Bouquet. Dos años más tarde la cremería cerraría sus puertas para dar inicio a otras actividades: una carpintería, un criadero de nutria, carnicería y almacén de Ramos Generales. Cabe destacar que la carpintería fabricaba puertas y ventanas de afamada calidad, que se aserraba en ese lugar, además bochas, escobas, palos de amasar. Su personal estaba integrado por el carpintero Gino Stroile, Juan Grande, Nicolás Small y Juan Lottemberg. Este último, herrero de gran habilidad para realizar trabajos en acero inoxidable, plata y oro, fundiendo y grabando hebillas, vainas de cuchillos, mates, bombillas, etc. 
Santiago Raspo, persona emprendedora, considerado como el gestor del nacimiento de este pueblo, también incursionó junto a Ramón Hurt, en el año 1952 en una empresa de disecado de pescado, ubicado en el paraje Las Barras. La producción se distribuía en ciudades cercanas. Hasta que en el año 1955, se ausenta de la localidad vendiendo su propiedad a Ramón Hurt. Amerita y mucho señalar que Las Barras es un lugar privilegiado de la zona por la abundante pesca y se sitúa en la zona donde desemboca el Arroyo Las Conchas en el Río Salado, campos de propiedad en su momento de los hermanos Alfredo, Miguel y Francisco Pagliano -que los adquirieron precisamente en las subastas ordenadas por el Banco de la Nación Argentina-, y cuyos hijos y nietos hoy detentan todavía esas añoradas tierras. 
El 16 de septiembre de 1958 por Ley N° 4759 el Ministerio de Gobierno Justicia y Culto de la Provincia de Santa Fe, crea la Comisión de Fomento de Aguará Grande, Departamento San Cristóbal. Casi un año después, por decreto n.º 2683 de fecha 11 de marzo de 1959 y según el expediente N° 99.721-M- 1958, fija los siguientes límites jurisdiccionales: Norte: Río Salado, Sur: Arroyo Las Conchas, Este: río Salado, Oeste: límite Oeste del campo “La Alicia”, de la Sociedad Anónima Estancias La Cruz del Sur y el Arroyo Las Conchas. 
El 10 de febrero de 1960 a las ocho horas, designado por el Poder Ejecutivo Provincial, Decreto n.º 8574 de fecha 31 de julio de 1959, asume como interventor Juan Bautista Lingua. Pocos días después, el 27 de marzo de ese mismo año, se llevan a cabo las primeras elecciones para elegir la Primera comisión de Fomento del Distrito Aguará Grande, es así que el día 1° de mayo los Sres. Pedro Lazzaroni, Roberto Paulón y Agustín Pacce, proceden a elegir los cargos de la Comisión, los que luego de la votación efectuada por los miembros titulares, recaen en: primer Presidente Comunal Constitucional Agustín Pacce (H), Pedro Lazzaroni: vicepresidente y Roberto Paulón: Tesorero.

## Sitios externos
- Sitio provincial (enlace roto disponible en Internet Archive; véase el historial, la primera versión y la última).
- Sitio Relevamiento Patrimonial de la Provincia
- Sitio federal (IFAM) Instituto Federal de Asuntos Municipales
- Coordenadas geográficas